# Lucy Mclauchlan
Lucy Mclauchlan, née à Birmingham, est une artiste britannique.
Cette jeune artiste est la fondatrice du collectif d'arts anglais Beat13. Leurs travaux mélangent dessin, design et musique. Elle est le membre le plus prolifique du groupe et s'est spécialisée dans la production de série de travaux exécutés au marqueur noir.  Lucy Mclauchlan dirige notamment la galerie d'art Beat13, où elle expose le fruit de son travail en permanence, en collaboration avec Beat13 et des artistes multiples.
Pour chaque exposition de la galerie, Lucy Mclauchlan réalise une série de travaux et de dessins imprimés en édition limitée.